# Peperomia cubensis
Peperomia cubensis är en pepparväxtart som beskrevs av C. Dc.. Peperomia cubensis ingår i släktet peperomior, och familjen pepparväxter. Inga underarter finns listade i Catalogue of Life.